# Peñas de San Pedro
Peñas de San Pedro ist eine Gemeinde (municipio) mit 1.466 Einwohnern (Stand: 2024) im Süden der Provinz Albacete in der autonomen Region Kastilien-La Mancha. 

## Lage
Peñas de San Pedro liegt in der nördlichen Berglandschaft der Sierra de Alcaraz, dem nördlichen Ausläufer der Betischen Kordillere. Der Ort befindet sich in ca. 33 km (Fahrtstrecke) südsüdwestlich der Provinzhauptstadt Albacete einer Höhe von ca. 1015 m. Das Klima im Winter ist gemäßigt, im Sommer dagegen warm; die geringen Niederschlagsmengen (ca. 410 mm/Jahr) fallen – mit Ausnahme der nahezu regenlosen Sommermonate – verteilt übers ganze Jahr.

## Bevölkerungsentwicklung
| Jahr      | 1970 | 1981 | 1991 | 2001 | 2011 | 2021 |
| Einwohner | 2645 | 1735 | 1362 | 1211 | 1356 | 1410 |

## Sehenswürdigkeiten
- Burgreste
- Marienkirche (Iglesia de Nuestra Señora de la Esperanza)

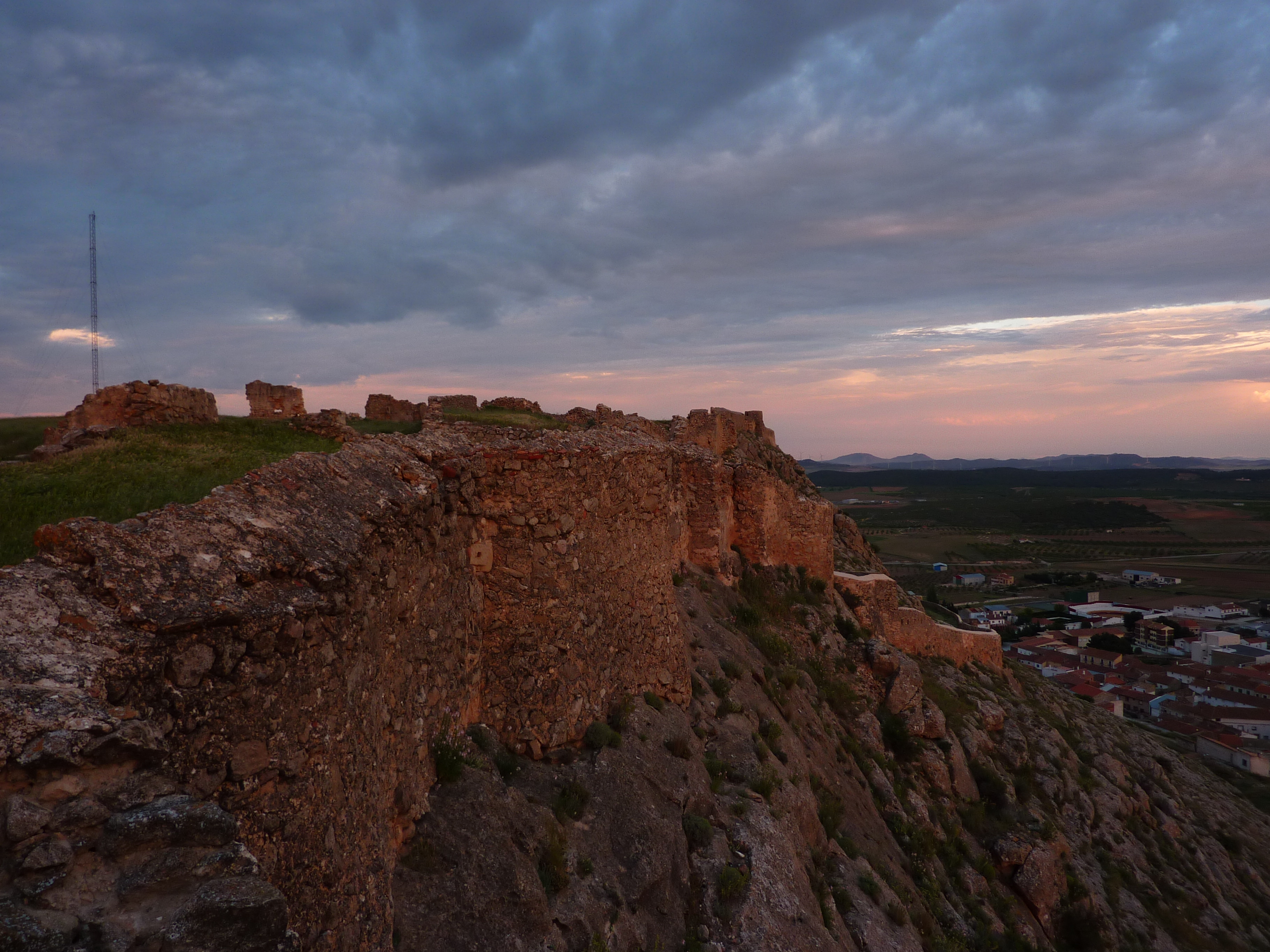
Burgreste
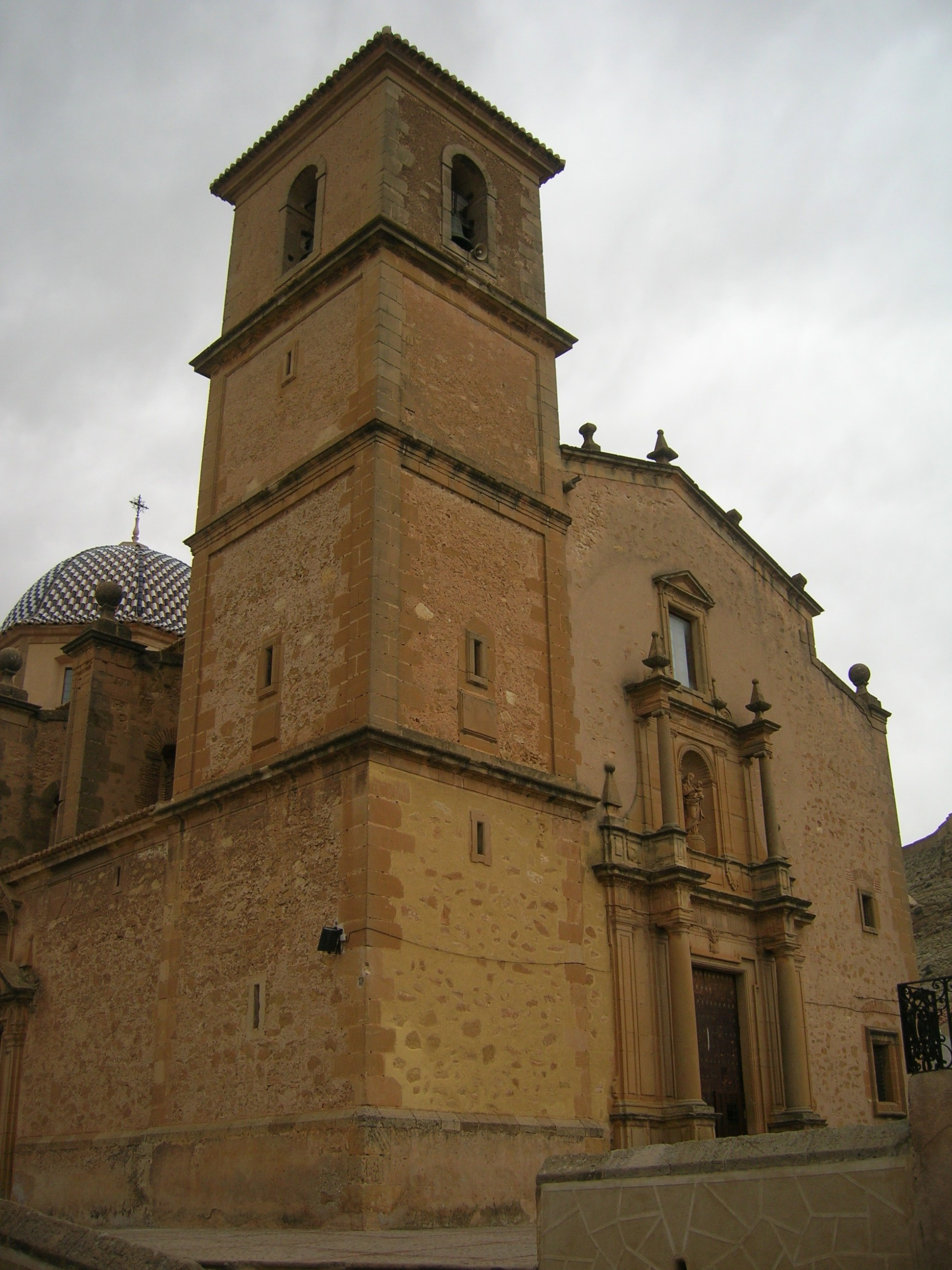
Marienkirche